# Lauenförde
Lauenförde là một đô thị trong huyện Holzminden, bang Niedersachsen, Đức. Đô thị Lauenförde có diện tích 17 km², dân số thời điểm ngày 31 tháng 12 năm 2006 là 2623 người.